# 张苍水故居
29°52′48.625″N 121°32′40.712″E / 29.88017361°N 121.54464222°E
张苍水故居位于中国浙江省宁波市海曙区中山广场内，是明末抗清英雄张煌言（号苍水）的故居。1982年，故居成为海曙区文物保护单位，2005年4月成为浙江省文物保护单位。
张苍水故居主体建筑建于明末清初，目前存有中堂、书房、台门等建筑，故居附近道路被命名为苍水街，以示纪念。